# تيندار (زلاغي الشرقي)
تیندار (بالفارسية: تیندر) هي قرية تقع في إيران في قسم زلاغي الشرقي الریفي. يقدر عدد سكانها بـ 96 نسمة بحسب إحصاء 2016.